# 東林書院
東林書院，又名龜山書院，創立於宋朝，復建於晚明，今位于江苏省无锡市解放東路867號。明代東林書院師徒們喜愛議論時政，稱東林黨，對政治影響重大。

## 建立
東林書院建於1111年、北宋年間，原為宋明理學家楊時講學之所。北宋政和元年（1111年），无锡官员李夔陪同著名學者杨时到无锡南门保安寺游览。杨时见这里临伯渎港，前临清流，周围古木森天与郁郁葱葱的庐山东林寺颇为相似，是一个研究和传授学问的理想场所，便有意长期在此讲学。李夔知道杨时的意思后，全力赞同，于是定此学社为“东林”，前後長達18年之久（1111年－1129年）。杨时去世后，杨时的学生在无锡县城的东林书院所在地为他建了一祠堂——道南祠，取杨时学成南归时老師程頤對他說過一句讚美的話：“吾道南矣”。後來書院因年久失修而荒廢。

## 復興

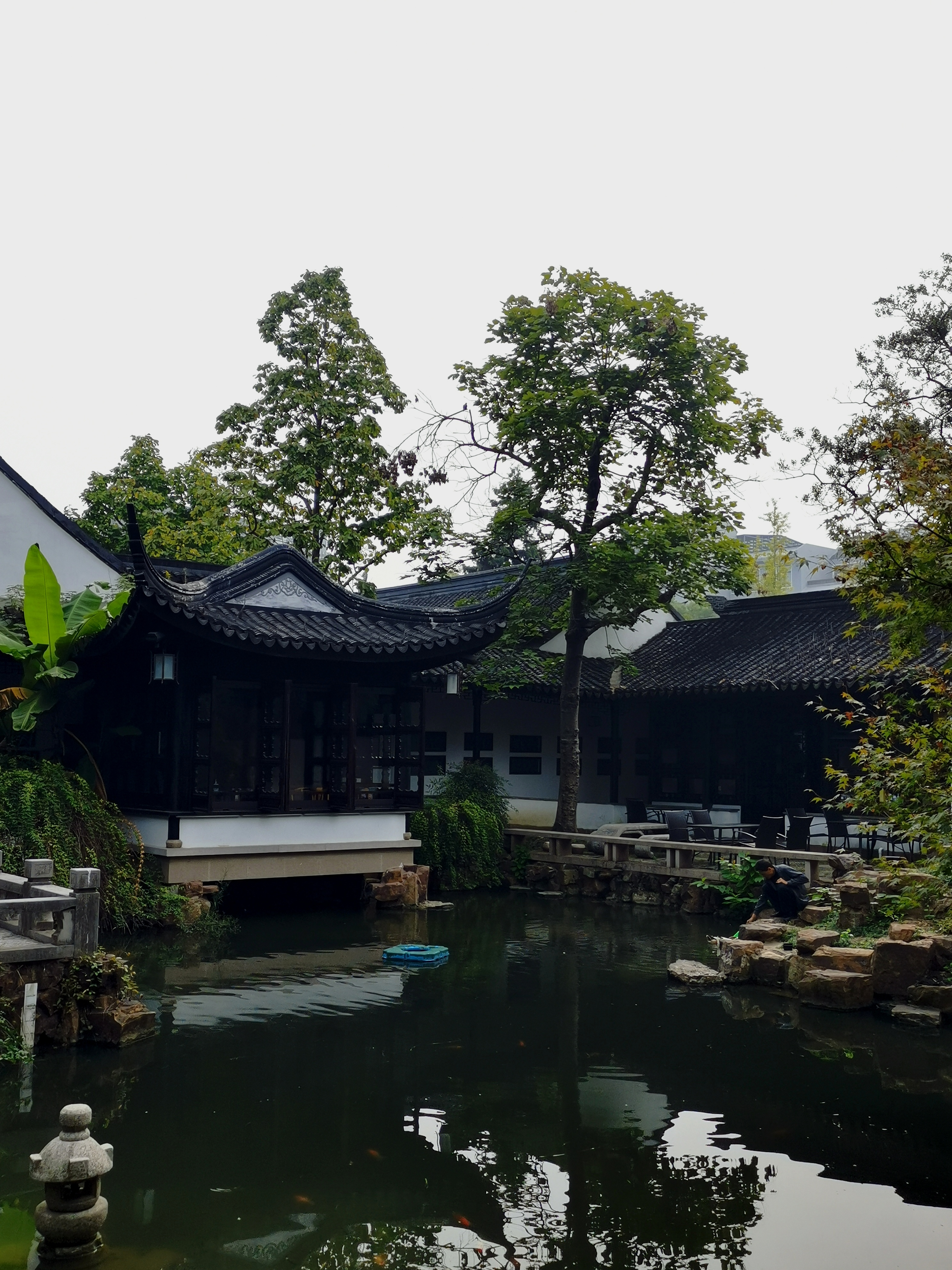
東林書院園林

1594年，原吏部文選清吏司郎中顧憲成和禮部主事顧允成兄弟都被迫離職，回到無錫故鄉。第二年，行人司行人高攀龍被貶，也回到故鄉無錫。顧憲成之前曾休假講學，這時許多弟子都來造訪，顧憲成兄弟為他們興建教室和宿舍。1606年，顧憲成重建東林書院，從士紳籌得300兩捐款，無錫知縣林宰和常州知府歐陽東鳳都贊同其事，分別批出312兩及100兩的補助，縣令並捐贈祀田。縣、府公款用於興建祠堂，祭祀宋代楊時、羅從彥、胡珵、喻樗、尤袤、李祥、蔣重珍及明代邵寶8位先賢，士紳捐獻則用於講堂。
除了顧憲成兄弟及高攀龍外，參與重建書院的還有顧憲成女婿王永圖、無錫人安希范、劉元珍、陳幼學、葉茂才、張大受等。東林書院模倣白鹿洞書院，立有「東林會約」，提出書院講學的宗旨、講學好處和要戒忌的事。書院講授內容，並非科舉考試，而是面向廣大群眾，具有陽明學的精神，顧憲成希望透過講學，改變社會，書院對聯：“風聲雨聲讀書聲，聲聲入耳；家事國事天下事，事事關心。”表達了書院為學治世的精神。
顧憲成每月講學3日，聽眾多達數百人。書院建成時，廣邀江南學者，聚會三天，此後與鄰近書院聯繫密切，交流學問，包括金壇志矩堂、宜興明道書院、常熟虞山書院和桐城崇實會館等。1612年顧憲成過世，高攀龍接任山長。

## 勢力
東林書院是當時國內最鼎盛的四大書院之一，不但是學術機構，也是公開講壇，每年秋季有年度集會。顧憲成是主要講者，愛臧否人物，對朝廷上的年輕官員影響巨大，支持者眾多，師生形成人際網絡，支援政治運動，後來被政敵批評為東林黨人。東林黨人居於道德高地，與政敵爭奪權位，互相指摘，在1620年代，是反抗當權太監魏忠賢的象徵。

## 拆毀
明熹宗時，魏忠賢殘酷鎮壓東林黨人，1625年，閹黨羅織罪名，要打擊天下書院，第二年，東林書院被封閉，除了先賢祠堂，全部拆毀，夷為瓦礫，田地和建築材料都變賣，所得金錢運往宮中內庫。崇祯帝即位後，阉党失势，解除黨禁，下詔修復東林書院。

## 保存及修葺
清代東林書院已大不如前，但仍為著名書院。順治、康熙、乾隆年間又都曾對書院進行過全面整修。清光緒二十八年（1902），東林學院改為中專師範“東林學堂”，旋即降為東林小學。東林小學今仍在東林書院舊址一角上課。
1947年，無錫地方各界人士捐資對東林書院所存建築進行了全面修葺。其中翻造門庭三間，修理晚翠山房、依庸堂、再得草廬、時雨齋、南國杏壇、道南祠、三公祠及全院瓦屋等。1982年，無錫市人民政府對其主體建築等又作了修復。現存有石牌坊、儀門、麗澤堂、依庸堂、碑亭、道南祠等。2002年再進行大型重修，現原址為全国重点文物保护单位。大多數地方現為公園，管理當局並在公園內辦幼兒英語教育。
- 大门
- 石牌坊
- 石牌坊背面
- 泮池和东林精舍
- 丽泽堂
- 依庸堂
- 燕居庙
- 道南祠
- 園林

### 引用
1. ↑  老虎. . 2011-02-19  [2012-03-15]. （原始内容存档于2013-09-15） （中文）.
2. ↑  小野和子：《明季黨社考》，頁139-141。
3. ↑  小野和子：《明季黨社考》，頁143-144。
4. ↑  小野和子：《明季黨社考》，頁144。
5. ↑  小野和子：《明季黨社考》，頁144-145、148。
6. ↑  .   [2014-05-31]. （原始内容存档于2021-01-14）.
7. ↑  小野和子：《明季黨社考》，頁149；Mote等編：《劍橋中國明代史》，頁584。
8. ↑  小野和子：《明季黨社考》，頁148-155。
9. ↑  Mote等編：《劍橋中國明代史》，頁583。
10. ↑  小野和子：《明季黨社考》，頁157。
11. ↑  Mote等編：《劍橋中國明代史》，頁584-585；小野和子：《明季黨社考》，頁226。
12. ↑  Mote等編：《劍橋中國明代史》，頁594-594、585、669。
13. ↑  Mote等編：《劍橋中國明代史》，頁659。
14. ↑  小野和子：《明季黨社考》，頁225、227。